# Tryb potencjalny
Tryb potencjalny (także łac. modus potentialis) – w językoznawstwie: tryb zbliżony do trybu życzeniowego, wyrażający możliwość zaistnienia jakiejś sytuacji (w sensie prawdopodobieństwa). Występuje w niewielu językach, m.in. w niektórych językach ugrofińskich. Przejawia tendencję do zanikania.

## Język fiński
Tryb potencjalny tworzy się dodając partykułę -ne- do formy bezokolicznika (i uwzględniając asymilacje i inne zjawiska morfologiczne), a następnie końcówki osobowe. 
Odmiana czasownika olla (być) w trybie potencjalnym czasu teraźniejszego:
```
minä lienen    me lienemme
sinä lienet    te lienette
hän lienee     he/ne lienevät
```

Formę te tłumaczymy: może jestem, może jesteś itd.
Odmiana czasownika olla (być) w trybie potencjalnym czasu przeszłego
```
minä lienen ollut        me   lienemme olleet
sinä lienet ollut        te   lienette olleet
hän  lienee ollut        he   lienevät olleet
```

Forma ta tłumaczy się: może byłem, może byłeś itd. 
Odmiana czasownika tehdä (być) w trybie potencjalnym czasu teraźniejszego:
```
minä tehnen             me   tehnemme
sinä tehnet             te   tehnette
hän  tehnee             he   tehnevät
```

Odmiana czasownika tehdä (być) w trybie potencjalnym czasu przeszłego:
```
minä lienen tehnyt      me   lienemme tehneet
sinä lienet tehnyt      te   lienette tehneet
hän  lienee tehnyt      he   lienevät tehneet
```

## Odpowiedniki w innych językach
W większości języków tryb potencjalny nie istnieje, a prawdopodobieństwo oddaje się głównie przez konstrukcje modalne lub tryb łączący.

### Język polski
W polszczyźnie najczęstszym sposobem wyrażenia możliwości jest użycie przysłówka może czy też chyba lub prawdopodobnie i czasownika w odpowiedniej formie czasu teraźniejszego: 
- On może przyjdzie.

Inną możliwością jest użycie czasownika móc i bezokolicznika: 
- On może przyjść.

### Język angielski
Przykładowo w języku angielskim do wyrażenia możliwości służy czasownik may i jego forma przeszła might: 
- He may come - możliwe, że przyjdzie.

Możliwość w przeszłości oddajemy przez czasownik can lub may i bezokolicznik czasu przeszłego: 
- He may have done that - możliwe, że to zrobił; on mógł to zrobić.

### Język francuski
W języku francuskim używa się do tego celu trybu łączącego (subjonctif) 
- C'est possible qu'il vienne - możliwe, że przyjdzie.

### Język niemiecki
Możliwość wyraża się przez konstrukcję z czasownikiem modalnym mögen
```
ich mag      wir mögen
du magst     ihr mögt
er mag       sie mögen
```

Jest to jednak konstrukcja formalna i rzadko używana we współczesnej niemczyźnie. Najczęściej możliwość wyraża się przez zdanie podrzędnie złożone: Es ist möglich dass... - i odpowiednią formę w trybie orzekającym.